# Agapetus ochripes
Agapetus ochripes är en nattsländeart som beskrevs av Curtis 1834. Agapetus ochripes ingår i släktet Agapetus och familjen stenhusnattsländor. Arten är reproducerande i Sverige. Inga underarter finns listade i Catalogue of Life.